# 阿久良王
阿久良王（あくらおう）は、岡山県倉敷市児島由加の瑜伽山を根城にしていたと伝わる妖鬼の大将。文献によっては、阿久羅王、阿黒羅王などとも記されている。

## 伝説の概要
吉備国喩伽山の阿久良王は東郷太郎、加茂二郎、稗田三郎という三人の家来を率いて村に出ては田畑を荒らし、物を盗み、女を拐うなどの悪事を働いて人々を苦しめた。この事を聞いた朝廷は都で一番強いと言われた坂上田村麻呂を鬼退治に派遣した。通生の浦へと船でやってきた田村麻呂は神宮寺八幡院で七日七夜に渡って鬼退治の祈願をした。
田村麻呂はわずかな家来と喩伽山へ進むと断崖に阻まれたが、神へ祈願すると白ひげの老人が現れて綱を降ろし、食料が尽きると再び現れて食べ物を出された。いよいよ鬼退治となると「人が飲めば薬となり、鬼が飲むと毒となる。これで鬼退治をしてくれ」と霊酒を差し出して白ひげの老人は姿を消した。田村麻呂一行は神の御加護として祈りを捧げ鬼の棲み家へと進むと、一匹の鬼が現れて切り合いになるも勝負がつかなかったが、瑜伽大権現に祈ると鬼は降参した。
降参した鬼は稗田三郎といい、元は人間であったという。三郎の案内で鬼の棲み家へ着くと女の鬼が酒を飲んでおり、霊酒を飲ませて退治した。それを知った阿久良王は東郷太郎、加茂二郎と共に田村麻呂へと攻めこんだ。七日七夜に渡る激しい戦いの末に阿久良王は田村麻呂に敗れ、その死の間際にこれまでの悪事を悔い、罪滅ぼしとして瑜伽大権現の神使となり人々を助けたいと改心した。息を引き取った阿久良王は田村麻呂に首を斬られると、金色の光を放って飛び散り、七十五匹の白狐になって瑜伽大権現のお使いとして人々を助けるようになった。

## 解説

### 金甲山の伝説
喩伽山の鬼退治に向かう際に神の峰の麓にあった円通寺の竜王に戦勝を祈願した。鬼退治の後、その援助のお礼として身に付けていた金の甲（甲は兜ではなく鎧のこと）を山頂付近に埋めたという伝承が金甲山の由来とされる。

### 早良親王との関係
『備陽国史』通生山神宮寺の項によると、阿久良王は桓武天皇の皇太弟早良親王であるとされている。藤原種継暗殺事件によって淡路国へと配流の途中で憤死したとされるが、実は児島へと来て名を隠し阿久良王と名乗ったという。あくまで言い伝えであり、史実とは異なる。